# Acantholyse
 (janvier 2012).
Si vous disposez d'ouvrages ou d'articles de référence ou si vous connaissez des sites web de qualité traitant du thème abordé ici, merci de compléter l'article en donnant les références utiles à sa vérifiabilité et en les liant à la section « Notes et références ».

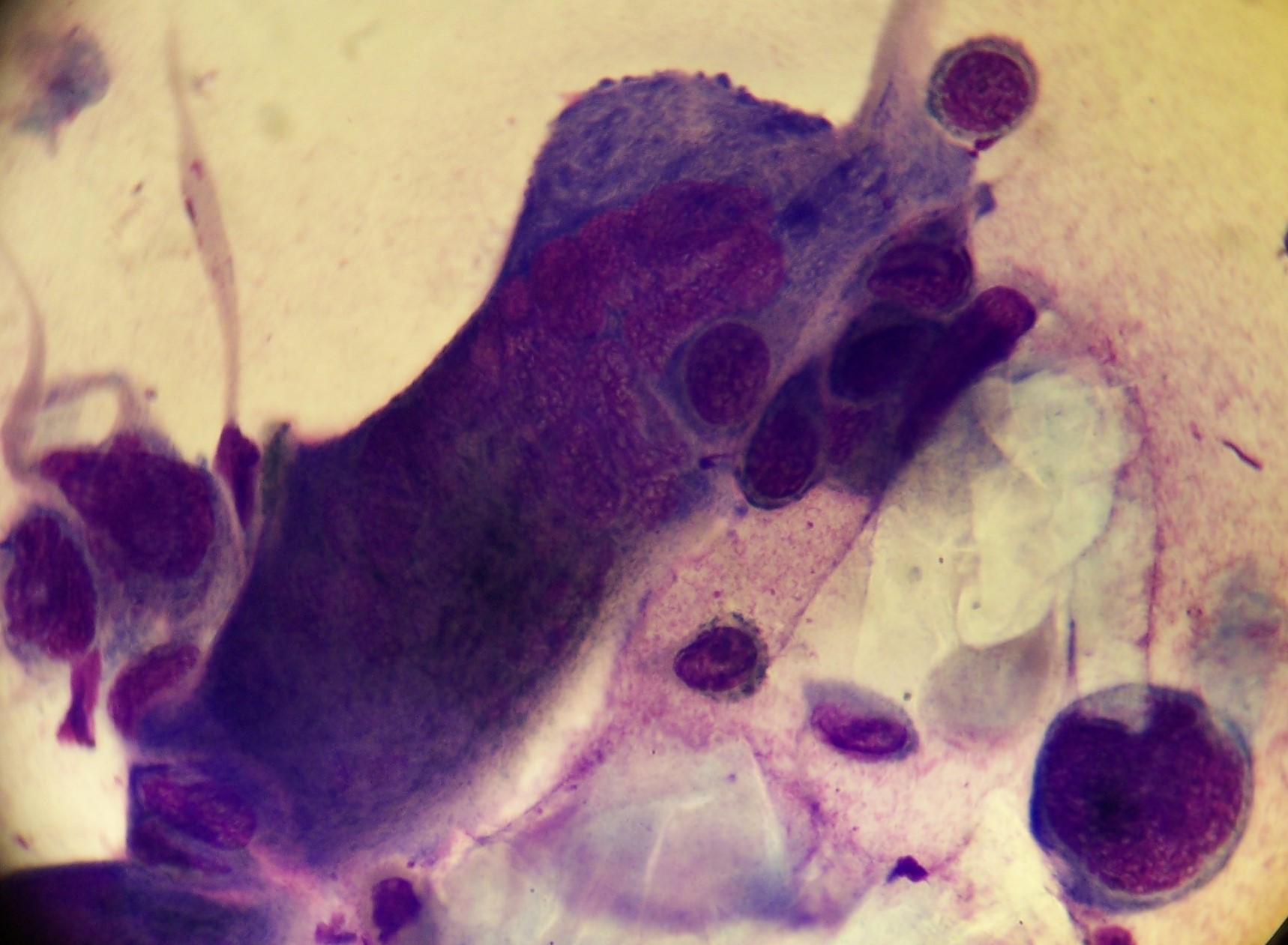
Cellule acantholytique et cellule géante multinucléée sur un frottis prélevé sur une lésion vésiculaire d'une infection à herpès simplex

L'acantholyse est une dislocation des cellules constituant la couche moyenne de l'épiderme (épithélium malpighien) due à une perte d'adhérence entre elles. Elle provoque un décollement cutané formant des bulles dites flasques (par opposition aux bulles tendues, lors de lésions plus profondes), pouvant s'éroder. Il s'agit de la principale manifestation clinique du pemphigus : un anticorps anti-desmosome provoque la perte d'adhérence cellulaire conduisant à la dermatose bulleuse.

## Etiologie
- Acantholyse primaire
  - pemphigus vulgaire
  - pemphigus foliacé
  - pemphigus bénin familial (dermatose acantholytique familiale)
  - maladie de Darier / dyskératose de Darier
  - dermatose acantholytique transitoire
  - dyskératome verruqueux
  - dyskératose acantholytique focale incidental

- Acantholyse secondaire
  - vésicule virale
  - impétigo
  - dermatose pustuleuse sous-cornée
  - kératose solaire
  - carcinome épidermoïde dyskératosique